# Lola Montez
Pour les articles homonymes, voir Lola Montès et Montez.
Ne doit pas être confondu avec Lola Flores.
Lola Montez (ou Lola Montès), nom de scène de Marie Dolores Eliza Rosanna Gilbert, comtesse de Landsfeld, née à Grange (comté de Sligo en Irlande) le 17 février 1821 et morte à New York (États-Unis) le 17 janvier 1861, est une danseuse exotique, actrice et courtisane d'origine irlandaise, célèbre pour avoir été la maîtresse du roi Louis Ier de Bavière.

## Biographie

### Enfance
Lola naît d'un père irlandais, fils d’un baronnet anglais, et de la fille d’un cabaretier irlandais. La famille Gilbert émigre aux Indes en 1823. Peu de temps après leur arrivée, le père meurt du choléra. Sa mère se remarie l'année suivante et envoie Eliza vivre chez des parents de son beau-père en Grande-Bretagne.
En 1837, âgée de 16 ans, Eliza s'enfuit avec un amant de sa mère, le lieutenant Thomas James, qu'elle épouse ; mais elle trompe son mari et le couple se sépare cinq ans après. C'est alors qu'elle devint danseuse exotique sous le nom de Lola Montez. Rapidement sa « tarentelle » et son expression : « Ce que Lola veut, Lola l'a » (Whatever Lola wants, Lola gets) la rendent célèbre. Ses débuts à Londres en tant que « Lola Montez, la danseuse espagnole » (Lola Montez, the Spanish dancer) en juin 1843 sont perturbés quand elle est reconnue comme la femme de Thomas James. Cette notoriété nuisant à sa carrière, elle prend le chemin du continent. Dès cette époque, elle prête ses faveurs à quelques hommes riches et beaucoup la considèrent comme une courtisane.

### Vie de danseuse et courtisane

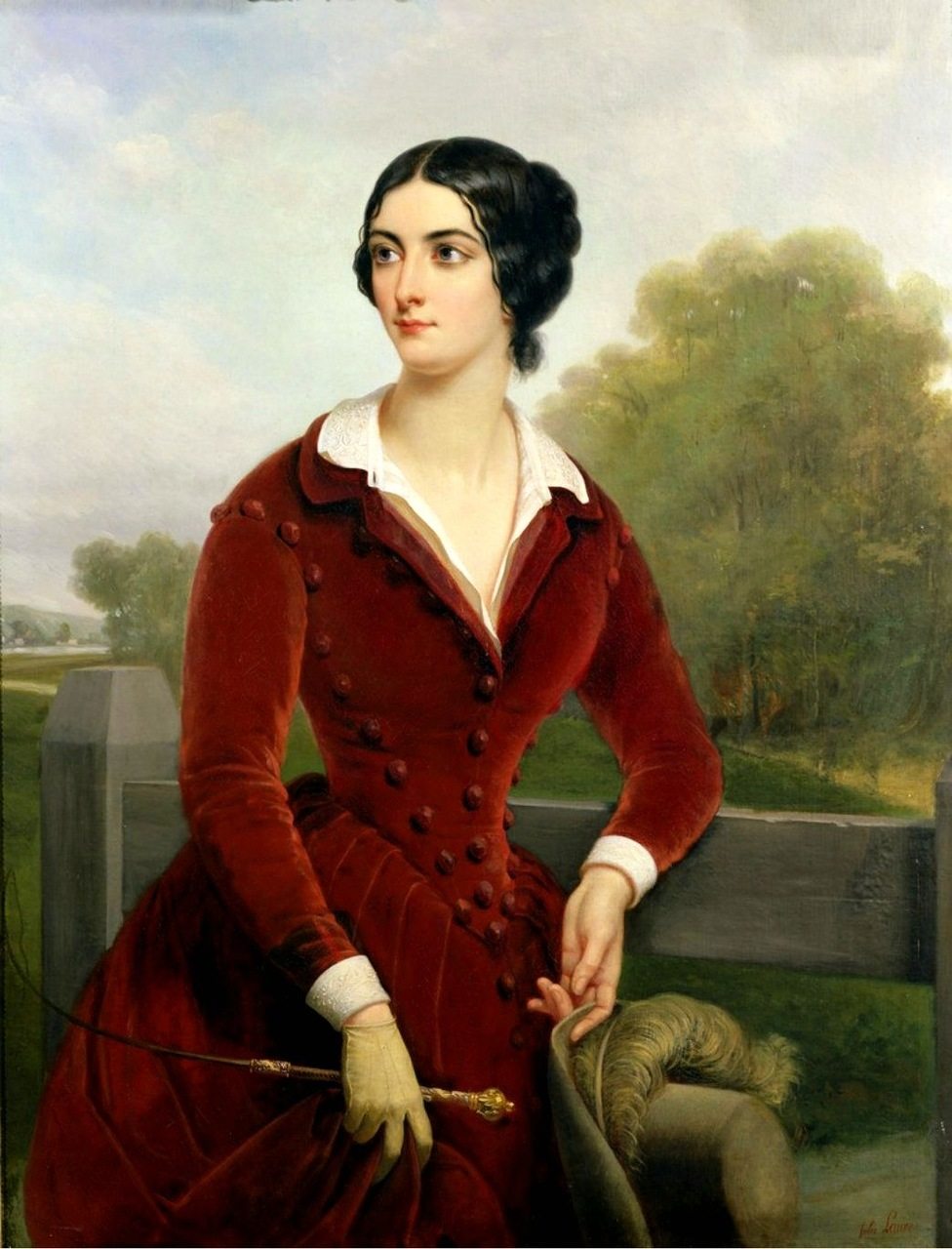
Portrait de Lola Montez par Jules Laure.

#### Paris
C'est durant ses dernières années d'adolescence que Lola prend conscience des gains financiers qu'elle peut engranger comme courtisane auprès d'hommes puissants et riches. Parmi ses amants et bienfaiteurs, on trouve Franz Liszt, qu'elle aurait fait rompre définitivement avec l'écrivaine Marie d'Agoult, Alexandre Dumas fils et le journaliste Alexandre Dujarrier. C'est Liszt qui l'introduit dans l'entourage de George Sand où elle côtoie les intellectuels marquants de son époque dont Victor Hugo.

#### Munich et leLolaministerium
Avec la fortune que lui a léguée Alexandre Dujarrier, mort en duel, Lola Montez part pour l'Allemagne. C'est lors d'un voyage en 1846 à Munich, sur le chemin de Vienne, que Louis Ier de Bavière, alors âgé de plus de soixante ans, la remarque et qu'elle devient rapidement sa maîtresse. Il lui offre un petit palais où il écrit de la poésie, tandis qu'elle invite des opposants à son régime, libéraux et anticléricaux, ce qui déplaît au gouvernement.
Usant de son influence auprès du roi, elle devient impopulaire auprès des Bavarois, en particulier après que des documents rendus publics montrent qu'elle espère devenir sujette bavaroise et être anoblie. En dépit de l'opposition, le 25 août 1847, jour de son anniversaire, le roi la fait comtesse de Landsfeld « pour services artistiques rendus à la Couronne », titre accompagné d’une rente considérable,, puis chanoinesse de l'ordre de Sainte-Thérèse, honneur réservé aux dames de très haute noblesse et de grande vertu. La même année, il fait faire son portrait pour l'exposer dans sa galerie des Beautés au château de Nymphenburg. Cela contribue à l'impopularité croissante du roi. Une longue mise en demeure est alors rédigée par le gouvernement à l'adresse de ce dernier pour s'en insurger, évoquant « les torrents de larmes versés par l'archevêque d'Augsbourg » qui est alors rebaptisé Niobé, en référence à la figure mythologique de la mère inconsolable à la suite du meurtre de ses enfants et métamorphosée en rocher d'où coule une source. De rage, Louis Ier dissout son ministère et constitue un nouveau gouvernement, que l'on surnomme aussitôt le Lolaministerium.
En 1848, alors qu'à Munich des mouvements de contestation sociale grondent, Lola Montez prend pour amant un étudiant insurgé, tandis que Louis Ier ferme l'université à la multiplication des barricades et signe à contre-cœur l'ordre de bannissement de sa maîtresse. Sous la pression du mouvement révolutionnaire, le roi finit par abdiquer en faveur de son fils aîné et Lola Montez s'enfuit de Bavière pour la Suisse, mettant un point final à sa carrière de courtisane,.
La liaison entre Lola Montez et le roi marque si fort l'opinion munichoise que, des années après, quand Louis II, petit-fils de Louis Ier, est sur le trône de Bavière et accueille à Munich son idole, l'impécunieux Richard Wagner, le mettant à l'abri du besoin, réglant ses dettes et satisfaisant à tous ses caprices, les Munichois surnomment alors non sans humour le compositeur romantique « Lolus », pendant masculin de la trublionne à l'influence ruineuse.

#### Les États-Unis

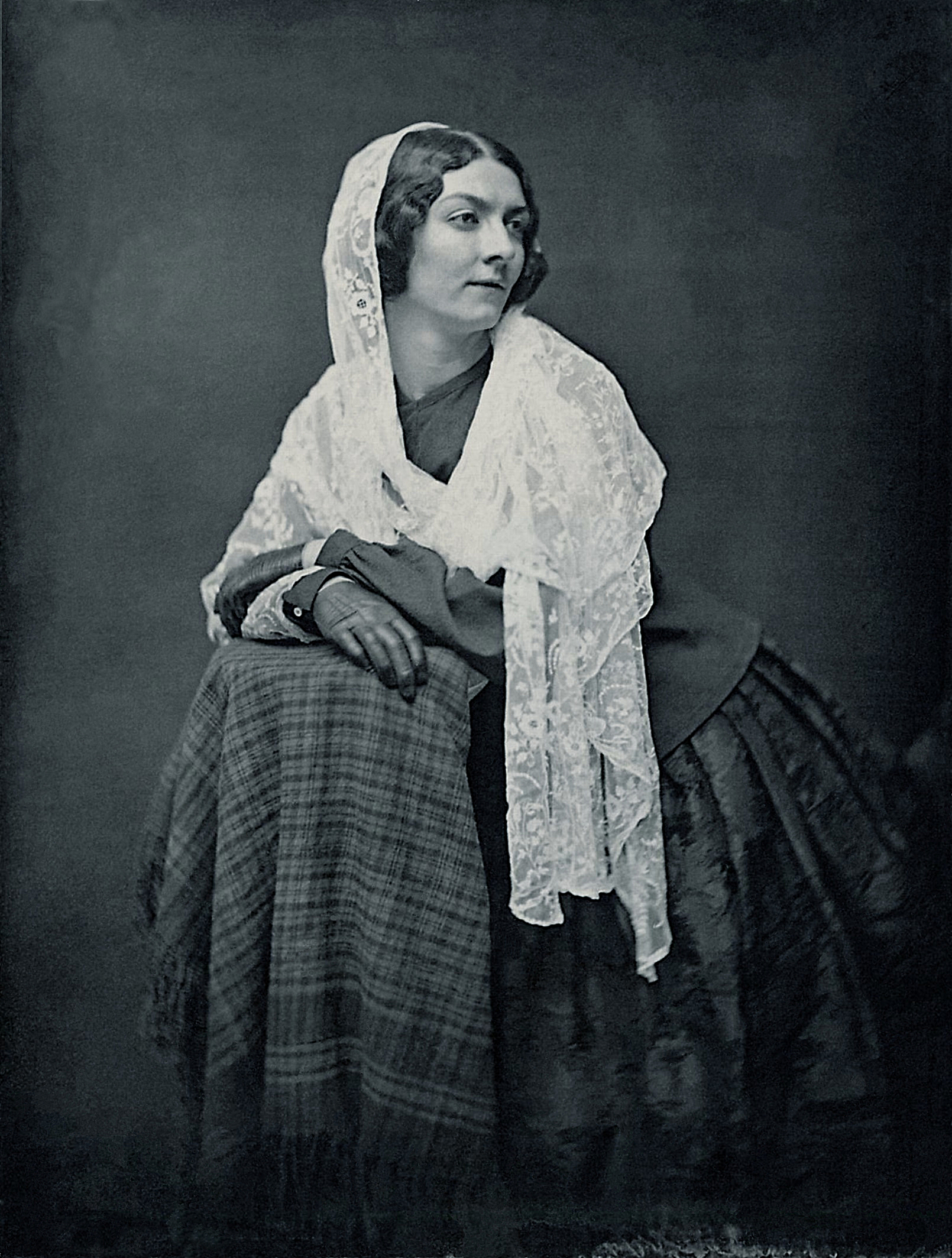
Lola Montez en 1851, daguerréotype de Southworth & Hawes.

En 1851, elle prend un nouveau départ aux États-Unis où elle a d'abord étonnamment réussi à réhabiliter son image. Entre 1851 et 1853, elle se produit comme danseuse et actrice dans l'est des États-Unis, puis se rend à San Francisco en mai 1853. En juillet 1853, elle épouse Patrick Hull et s'installe à Grass Valley, en Californie, en août 1853. Au milieu des années 1850, son mariage se brise. Elle fréquente alors un coureur de piste ; il commence à la battre avant de mourir rapidement.

#### L'Australie
Lola s'installe alors en Australie dans l'État de Victoria, faisant fortune en divertissant les mineurs de la ruée vers l'or. C'est en 1855, selon l'historien Michael Cannon, qu'elle met en scène sa danse érotique de l'araignée (Spider Dance) au Théâtre royal de Melbourne, levant ses jupons tellement haut que l'assistance peut constater qu'elle ne porte aucun sous-vêtement, et faisant sortir de son corsage des araignées articulées. Le lendemain, l'Argus stigmatise son exhibition « tout à fait subversive pour la moralité publique ». Les notables cessent de fréquenter le théâtre qui subit dès lors de lourdes pertes. Elle passe presque quatre ans dans l'État de Victoria. À Castlemaine, en avril 1856, elle est « bissée avec frénésie » après sa danse de l'araignée devant quatre cents mineurs (y compris des membres du conseil municipal qui ont levé la séance plus tôt pour pouvoir assister à la représentation), mais elle soulève la colère des spectateurs en les insultant en raison d'un léger chahut. Elle gagne encore en notoriété lorsqu'à Ballarat, après une mauvaise critique dans The Ballarat Times (journal local), elle poursuit avec un fouet Henry Seekamp, le rédacteur en chef. La Lola Montes Polka, composée par Albert Denning, est inspirée de cet incident.

### Fin de vie
Ayant emménagé à New York, le 30 juin 1860, elle est victime d'un accident vasculaire cérébral et se trouve partiellement paralysée. À la mi-décembre, elle peut de nouveau marcher malgré une légère claudication, mais sa vie de courtisane est alors terminée et elle se retrouve sans argent. Lola cherche alors à se rapprocher de Dieu. Elle passe ses derniers jours auprès d'un prêtre, s'étant préalablement assurée qu'il n'était pas jésuite car elle éprouvait de la rancune pour cet ordre religieux.
Atteinte de la syphilis, elle contracte une pneumonie et meurt peu avant son quarantième anniversaire, le 17 janvier 1861. Elle est inhumée au cimetière de Green-Wood, dans le district de Brooklyn, à New York.

## Publications
- Mémoires de Lola Montès (Comtesse de Lansfeld), publiées en feuilleton dans le journal Le Pays à partir du 8 janvier 1851.
- (préface de Henri-Émile Chevalier) L’Art de la beauté chez la femme : secrets de la toilette, J. Taride (Paris), 1879[12].

## Portrait

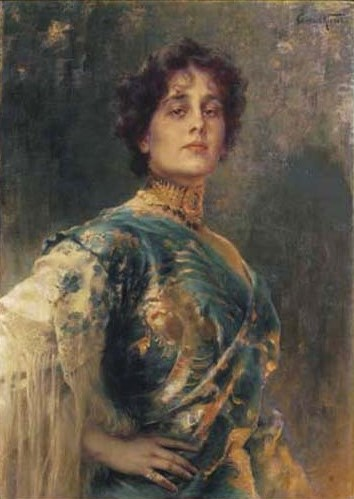
Portrait à l'huile de Lola Montez par Conrad Kiesel.

« Lola Montès était une charmeuse. Il y avait dans sa personne un je ne sais quoi de provocant et de voluptueux qui attirait. Elle avait la peau blanche, des cheveux noirs ondoyants comme des pousses de chèvrefeuille, des yeux indomptés et sauvages et une bouche qu'on aurait pu comparer alors à une grenade en bouton. Ajoutez à cela une taille lancinante, des pieds charmants et une grâce parfaite. Par malheur elle n'avait, comme danseuse, aucun talent. »

— Gustave Claudin

## Lola Montez dans la fiction

### Dans la littérature
- Cécil Saint-Laurent (Jacques Laurent), La Vie extraordinaire de Lola Montes, 1972.
- Lola Montez est ostensiblement dépeinte dans le dernier volume, Spider Dance, de la série policière Irène Adler écrite par Carole Nelson Douglas. Elle y est prétendument montrée comme la mère d'Irène Adler.
- Catherine Hermary-Vieille, Lola, 1994.

### Au cinéma
- Claire Du Brey dans Midnight Madness de Rupert Julian en 1918.
- Leopoldine Konstantin dans Lola Montez de Robert Heymann en 1918.
- La star et productrice allemande Ellen Richter en fit l'héroïne de Lola Montez, die tänzerin des königs en 1922, réalisé par son mari Willi Wolff.
- Betty Compson dans The Palace of Pleasure d’Emmett J. Flynn en 1926.
- Sheila Darcy dans Wells Fargo Frank Lloyd en 1937.
- Conchita Montenegro dans Lola Montes d’Antonio Román en 1944.
- Yvonne De Carlo dans Bandits de grands chemins  de George Sherman en 1948.
- Rita Moreno dans un épisode de la série télévisée Tales of Wells Fargo en 1950.
- Carmen D'Antonio dans Une fille en or de Lloyd Bacon en 1951.
- Lola Montez a été incarnée par Martine Carol en 1955 dans le film Lola Montès réalisé par Max Ophuls d'après le roman de Cécil Saint-Laurent.
- Patricia Medina dans la série The Californians en 1958.
- Rita Moreno dans Lola Montez de William Witney en 1959.
- Dans l'épisode 20 de la saison 2 de la série Les Mystères de l'Ouest : La Nuit de la mariée, l'antagoniste déclare que la femme qui conviendrait parfaitement à James West (interprété par Robert Conrad), n'est autre qu'un mélange entre Hélène de Troie, Aphrodite et Lola Montez.
- Larissa Trembolevskay dans Szerelmi álmok de Márton Keleti en 1970.
- Florinda Bolkan dans Le Froussard héroïque de Richard Lester en 1971.
- Ingrid Caven dans Ludwig, requiem pour un roi vierge de Hans Jürgen Syberberg en 1972.
- Anulka Dziubinska dans Lisztomania de Ken Russell en 1975.
- L'épisode 27 de la série animée Les Nouvelles Aventures de Lucky Luke, des studios Xilam, la met en scène en 2001.
- Teresa Tripp dans Lola Montez et son roi de Wolf von Truchsess en 2018.

### Dans la chanson
- Le roman de Douglass Wallop, The Year the Yankees Lost the Pennant, paru en 1954, a inspiré la comédie musicale Damn Yankees de 1955 et, plus tard, le film Cette satanée Lola en 1958. La chanson Whatever Lola Wants, interprétée par Sarah Vaughan et Dinah Shore en 1955, reprise plus tard par  Petula Clark, Ella Fitzgerald et Eartha Kitt, est tirée de la comédie musicale.
- Dans la chanson éponyme de son album Rimes féminines (1996), la chanteuse française Juliette cite Lola Montez parmi la ribambelle de grandes figures féminines auxquelles elle rend hommage. Mentionnée parmi « Le train du diable et ses diablesses / Les vénéneuses et les tigresses », son nom sous sa forme francisée « Lola Montès » rime alors avec ceux de Gina Manès et « Borgia Lucrèce »[14].
- La chanteuse Joanna Newsom évoque Lola Montez, comtesse de Landsfeld, et sa « spider dance » (danse de l'araignée) dans son titre Have One on Me de l’album éponyme (en) de 2010. Le reste de l'album pourrait aussi être inspiré de la vie de la danseuse, notamment son passage en Californie (In California) et l'achat de sa maison devenue musée.
- Le groupe de metal danois, Volbeat, lui consacre une chanson de son album Outlaw Gentlemen and Shady Ladies en 2013.

### Dans les séries
Elle est l'héroïne d'un épisode des Nouvelles aventures de Lucky Luke : elle y tombe amoureuse du héros mais est effrayée par la rudesse de sa vie.